# Therippia mediofasciata
Therippia mediofasciata là một loài bọ cánh cứng trong họ Cerambycidae.